# Dimit'ri T'at'anashvili
Dimit'ri T'at'anashvili (in georgiano დიმიტრი ტატანაშვილი?; Tbilisi, 19 ottobre 1983) è un ex calciatore georgiano, di ruolo attaccante.

## Carriera

### Nazionale
L'8 settembre 2007 esordisce con la nazionale georgiana contro l'Ucraina (1-1).

## Palmarès

### Club

#### Competizioni nazionali
- Coppa di Georgia: 4

Ameri Tbilisi: 2005-2006, 2006-2007
Dinamo Tbilisi: 2012-2013
Chikhura Sachkhere: 2017
- Supercoppa di Georgia: 3

Ameri Tbilisi: 2006, 2007
Chikhura: 2013
- Campionato georgiano: 2

Dinamo Tbilisi: 2012-2013
Saburtalo Tbilisi: 2018